# Почвознание
Почвозна̀нието  е част от селскостопанските науки, изучаваща почвата като природно образувание, което притежава свойството плодородие  и е основно средство за производство в селското стопанство.
Почвознанието се утвърждава като самостоятелен клон от селскостопанските науки в България с откриването през 1911 г. на почвоведска секция към Земеделската опитна станция в София. Неин ръководител и основоположник на българското почвознание е Никола Пушкаров.
През 1919 г. секцията се развива като Почвен отдел към Централния земеделски изпитателен институт в София.
През 1924 г. като втори център на почвоведската наука се оформя катедрата по общо земеделие в Агрономическия факултет в София с ръководител Иван Странски.
През 1931 г. под ръководството на Никола Пушкаров се издава първата почвена карта на България в мащаб 1:500000.
След 1944 г. за развитието на почвознанието в България оказват помощ и съветски почвоведи, преди всичко Инокентий Петрович Герасимов и Иван Антипов-Каратаев. Научната работа се съсредоточава в Института по почвознание и програмиране на добивите „Никола Пушкаров" (В. Койнов, В. Галева, Ж. Войнова, Евг. Танов, X. Трашлиев, Т. Палавеев, М. Беневски, Н. Ончев, К. Еников и други).